# Guy Saint-Jean Éditeur

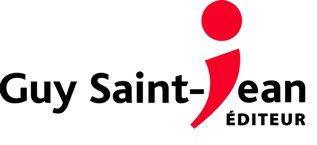
Logo de Guy Saint-Jean Éditeur.

Guy Saint-Jean Éditeur est une maison d’édition québécoise créée en 1981 par Guy Saint-Jean, également cofondateur du distributeur Prologue.

## Histoire
La maison s’est d’abord fait connaître pour ses guides pratiques sur la santé, la sexualité, le jardinage, la psychologie populaire, le sport, les beaux-livres (gastronomie, vin et jardinage). Elle a ensuite commencé à publier des romans et recueils de nouvelles. 
La maison a fait paraître plus de cinq cent cinquante titres et a publié de nombreux best-sellers comme les Histoires à faire rougir, de Marie Gray, traduites en douze langues et disponibles dans vingt-quatre pays, les sagas de Louise Tremblay-D'Essiambre, telles que Les Sœurs Deblois, vendues à environ 300 000 exemplaires et Les héritiers du fleuve, ainsi que les ouvrages de Holly Bennett et Teresa Pitman consacrés aux enfants dans la collection « Pas à pas » et adaptés pour la France par Monique Thiollet.